# Gare de Colmar
Gare de Colmar – stacja kolejowa w Colmarze, w regionie Grand Est, we Francji. Znajdują się tu 3 perony.
Budynek dworca jest zbudowany według tego samego projektu, co dworzec w Gdańsku.

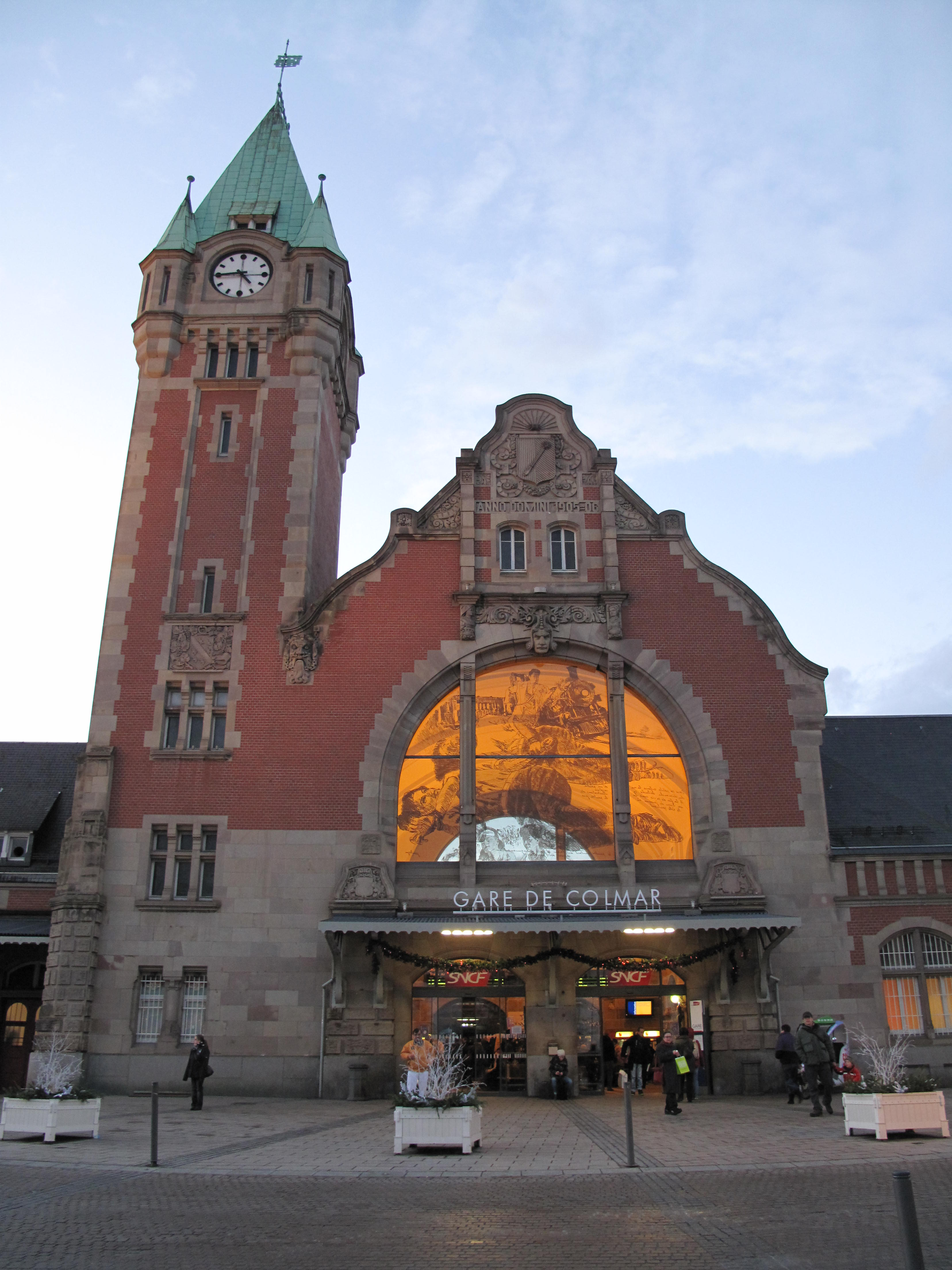